# Korfu
Korfu (görögül: Κέρκυρα, Kérkira [ˈcercira]; ógörögül: Κέρκυρα vagy Κόρκυρα; latinul: Corcyra; olaszul: Corfù) Görögországhoz tartozó, a Jón-tengerben fekvő sziget. A Jón-szigetek közül a második legnagyobb területű. Kisebb, hozzá tartozó szigeteivel együttesen gyakorlatilag Korfu képezi az ország északnyugati határának szélét. A szigetet egyetlen önkormányzatként kezelik, és Korfu közigazgatási terület fennhatósága alá tartozik. Az önkormányzat közigazgatási szempontból tartalmazza a főszigetet, Korfut, valamint három kisebb tartozékát, Eríkusza, Mathráki és Othoní szigetet.
A sziget legnagyobb települését és az önkormányzat székhelyét is Korfunak hívják, lakossága 34 000 fő (2010-ben). A sziget ad otthont a Jón Egyetemnek.

## Éghajlat
Éghajlata mediterrán. Korfu a legnedvesebb hely Görögországban, amely előnye, hogy zöld és termékeny és itt nem érzékelhető az a csontszáraz nyár végi vízhiány, mint az Égei-tengeri szigeteken. Július a legszárazabb hónap. Októbertől márciusig rendszeres esőzésekre lehet számítani.
| Hónap                         | Jan. | Feb. | Már. | Ápr. | Máj. | Jún. | Júl. | Aug. | Szep. | Okt. | Nov. | Dec. | Év   |
| ----------------------------- | ---- | ---- | ---- | ---- | ---- | ---- | ---- | ---- | ----- | ---- | ---- | ---- | ---- |
| Átlagos max. hőmérséklet (°C) | 13,9 | 14,2 | 16,0 | 19,0 | 23,8 | 28,0 | 31,0 | 31,3 | 27,6  | 23,2 | 18,7 | 15,3 | 21,9 |
| Átlagos min. hőmérséklet (°C) | 5,1  | 5,7  | 6,8  | 9,2  | 12,9 | 16,4 | 18,4 | 18,8 | 16,5  | 13,4 | 10,0 | 6,8  | 11,7 |
| Átl. csapadékmennyiség (mm)   | 132  | 137  | 98   | 67   | 37   | 14   | 9    | 19   | 81    | 147  | 180  | 180  | 1101 |
| Forrás:                       |      |      |      |      |      |      |      |      |       |      |      |      |      |

## Történelme
A sziget már a görög mitológia kezdeteitől fogva összefonódik Görögország történelmével. Korfu neve ógörög nyelven – Kerküra vagy Korküra – két erőteljes vízi szimbólummal van kapcsolatban: Poszeidón görög isten, a tengerek királya; valamint Aszóposz, egy jelentős görög szárazföldi folyó. A görög mítosz szerint Poszeidón beleszeretett egy gyönyörű nimfába, Kerkürába –, aki Aszóposz és Metópé folyami nimfa lánya volt –, majd elrabolta őt. Poszeidón megvásárolta Kerkürának az addig még névvel nem rendelkező szigetet, és a házastársi boldogság érdekében felajánlotta, hogy róla nevezzék el a sziget, és Korküra legyen a neve. A sziget elnevezése később dór hatásra Kerküra névre alakult át. Később született egy fiuk, akit Phaiaxnak neveztek el. A szülők úgy döntöttek, hogy a gyerekük neve után a sziget lakóit phaiakeszeknek nevezték. A név lemagyarosodása után ezt a népcsoportot phaiákoknak hívják, és Phaiaxot tartják a nép mitikus ősének.
A sziget történelme során számos csata és hódítás színhelyéül szolgált Korfu. Ezeknek az összecsapásoknak a maradványai és bizonyítékai ma is megtalálhatók a szigeten azoknak a váraknak a formájában, amelyek stratégiai szempontból jelentős helyeken találhatóak. Ezen várak közül kettő a székhelyt, Korfu városát keríti körbe, ezzel ez az egyetlen település Görögország területén, amelyik ilyen módon van körülvéve. Ennek köszönhetően a görög kormány hivatalosan is kasztropolisz (’várváros’, ’várak városa’) névvel illeti Korfut. Korfu hosszú időn keresztül a Velencei Köztársaság irányítása alatt állt, amely több török ostromot is vissza tudott verni egészen addig, amíg a sziget brit kormányzás alá került a napóleoni háborúk (1799–1815) egyik következményeként. A Brit Birodalom végül átengedte Korfut a többi környező szigettel együtt a Jón-szigeteki Egyesült Államok részére az 1864-ben megkötött londoni szerződés értelmében. Ennek köszönhetően a sziget a Görög Királyság részévé vált.

## Közigazgatás
| kerület        | görög név                        | kód    | terület km² | lakosok 2011 | települések (Δημοτική Κοινότητα) (Τοπική Κοινότητα) |
| -------------- | -------------------------------- | ------ | ----------- | ------------ | --- |
| Kerkira        | Δημοτική Ενότητα Κερκυραίων      | 320101 | 41,905      | 39.674       | Korfu, Alepou, Evropouli, Kanali |
| Agios Georgios | Δημοτική Ενότητα Αγίου Γεωργίου  | 320102 | 39,445      | 03.431       | Agros, Agios Athanasios, Arkadades, Armenades, Afionas, Dafni, Drosato, Kavvadades, Kastellani Gyro, Messaria, Pagi, Rachtades, Chorepiskopi                            |
| Achillio       | Δημοτική Ενότητα Αχιλλείων       | 320103 | 48,650      | 10.651       | Gastouri, Agios Prokopios, Agii Deka, Ano Garouna, Varypatades, Viros, Kalafationes, Kamara, Kastellani Mesi, Kato Garounas, Kouramades, Kynopiastes, Benitses, Stavros |
| Esperies       | Δημοτική Ενότητα Εσπερίων        | 320105 | 54,462      | 06.990       | Velonades, Agii Douli, Agrafi, Andiperni, Avliotes, Valanio, Kavallouri, Karousades, Magoulades, Peroulades, Sidari                                                     |
| Feakes         | Δημοτική Ενότητα Φαιάκων         | 320115 | 53,850      | 05.600       | Kato Korakiana, Agios Markos, Ano Korakiana, Zygos, Sgourades, Spartylas, Sokraki                                                                                       |
| Kassiopi       | Δημοτική Ενότητα Κασσωπαίων      | 320107 | 33,749      | 02.185       | Gimari, Kassiopi, Nisaki, Sinies |
| Korissia       | Δημοτική Ενότητα Κορισσίων       | 320108 | 27,675      | 04.775       | Perivoli, Petriti |
| Lefkimmi       | Δημοτική Ενότητα Λευκιμμαίων     | 320109 | 50,819      | 05.800       | Lefkimmi, Ano Lefkimmi, Vitalades, Neochori |
| Melitia        | Δημοτική Ενότητα Μελιτειέων      | 320111 | 67,054      | 05.106       | Moraitika, Agios Matheos, Ano Pavliana, Vouniatades, Kato Pavliana, Pendati, Strongyli, Chlomatiana, Chlomos                                                            |
| Paleokastritsa | Δημοτική Ενότητα Παλαιοκαστριτών | 320113 | 48,379      | 04.068       | Lakones, Alimmatades, Gardelades, Doukades, Krini, Liapades, Makrades, Skripero                                                                                         |
| Parelii        | Δημοτική Ενότητα Παρελίων        | 320114 | 48,990      | 06.403       | Kokkini, Agios Ioannis, Afra, Vatos , Giannades, Kanakades, Kombitsi, Marmaro, Pelekas, Sinarades                                                                       |
| Thinali        | Δημοτική Ενότητα Θιναλίου        | 320106 | 77,899      | 05.226       | Acharavi, Nymfes, Agios Pandeleimon, Episkepsi, Klimatia, Lavki, Loutses, Xanthates, Perithia, Petalia, Sfakera                                                         |
| összesen       | összesen                         | 3201   | 592,877     | 100.854      | |

## Turizmus
Korfu rendkívül népszerű turistacélpont, amely nagy forgalommal rendelkezik ezen a területen. A homokos-fövenyes partszakaszok, a szigetecskék, a kellemes szállodák, a tengerparti sétányok, a garantált nyári jó idő Korfut igen népszerűvé tették a nyaralók körében. Ehhez hozzájárultak Gerald Durrell kötetei a gyermekkoráról, aminek jelentős részét a szigeten töltötte.
Egészen a 20. század elejéig a szigetet legfőképpen európai uralkodók, illetve az elit tagjai látogatták; többek között II. Vilmos német császár vagy Wittelsbach Erzsébet magyar királyné is gyakran itt töltötte szabadidejét. Korfut napjainkban széles körben látogatják középosztályú családok is – leginkább az Egyesült Királyságból, Skandináviából és Németországból –, ennek következményeként tömegturizmus alakult ki a szigeten. Korfu ennek ellenére még mindig népszerű a világ elitjének körében is, a sziget északkeleti részében például a lakástulajdonosok között megtalálhatóak a Rothschild család egyes tagjai, illetve több orosz oligarcha, viszont David Cameron brit miniszterelnök és Károly walesi herceg is alkalmi látogatónak számítanak a területen. A sziget székhelyének az óvárosát 2007-ben az International Council on Monuments and Sites (ICOMOS) javaslatát követően felvették az UNESCO Világörökségi Listájára mint kulturális értéket.

### Főbb látnivalók
- Korfu település óvárosa
- Korfu városában, a régi velencei fellegvár közelében található egy nagy tér is, amelyet Spianada-nak hívnak. Ez a legnagyobb tér Délkelet-Európában és az egyik legnagyobb Európában,[15][16] tele zöld felületekkel és érdekes épületekkel.
- Az Ahílio palota, amelyet Erzsébet osztrák-magyar császárné („Sissi”) építtetett „kedvenc szigetén”, Korfun
- A Pondikoniszi kolostor és a Vlacherna kolostor-sziget
- Az öböl Paleokasztritsza kolostorával.
- A „Bella Vista” kilátó Paleokastritsa közelében.
- Az Angelokasztro kastély romjai az északnyugati parton, kilátással a Jón-tengerre.
- Az Agiosz Georgiosz Pagon-öböl az északnyugati részén
- A túraútvonalak a Pantokratorhoz egy hagyományos tavernával, három kilométerre a csúcstól.
- A Pantokrator csúcsa, kolostorral, tavernával és kilátással az egész szigetre és Albániára.
- Glyfada strand.
- A Nímfák-vízesés, amely az azonos nevű hely közelében található a sziget északi részén.
- Az északi part Sidari és Peroulades homokkő szikláival.
- A Koméno -félsziget Gouvia és Dassia közelében, Ypapandi kis templomával.
- Perithia, a sziget legrégebbi hegyi faluja.
- A nyugati part a Panagia Mirtiotissa kolostorral (Moni Myrtidion).
- Kouloura kis kikötője Korfu északkeleti részén és a szomszédos Kalami város, ahol egykor Lawrence Durrell élt.
- Az északkeleti Kassiopi kis kikötővárosa, amely a Kr. e. 230 utáni római megszállás idején épült. Kerkyra mellett volt a sziget legfontosabb városa.
- Mon Repos kastély, ahol 1921-ben született Philip Mountbatten, Edinburgh hercege.
- Az első világháborúból származó szerb háborús mauzóleum Vido szigetén, ahol 3000 katonát temettek el.

## Galéria

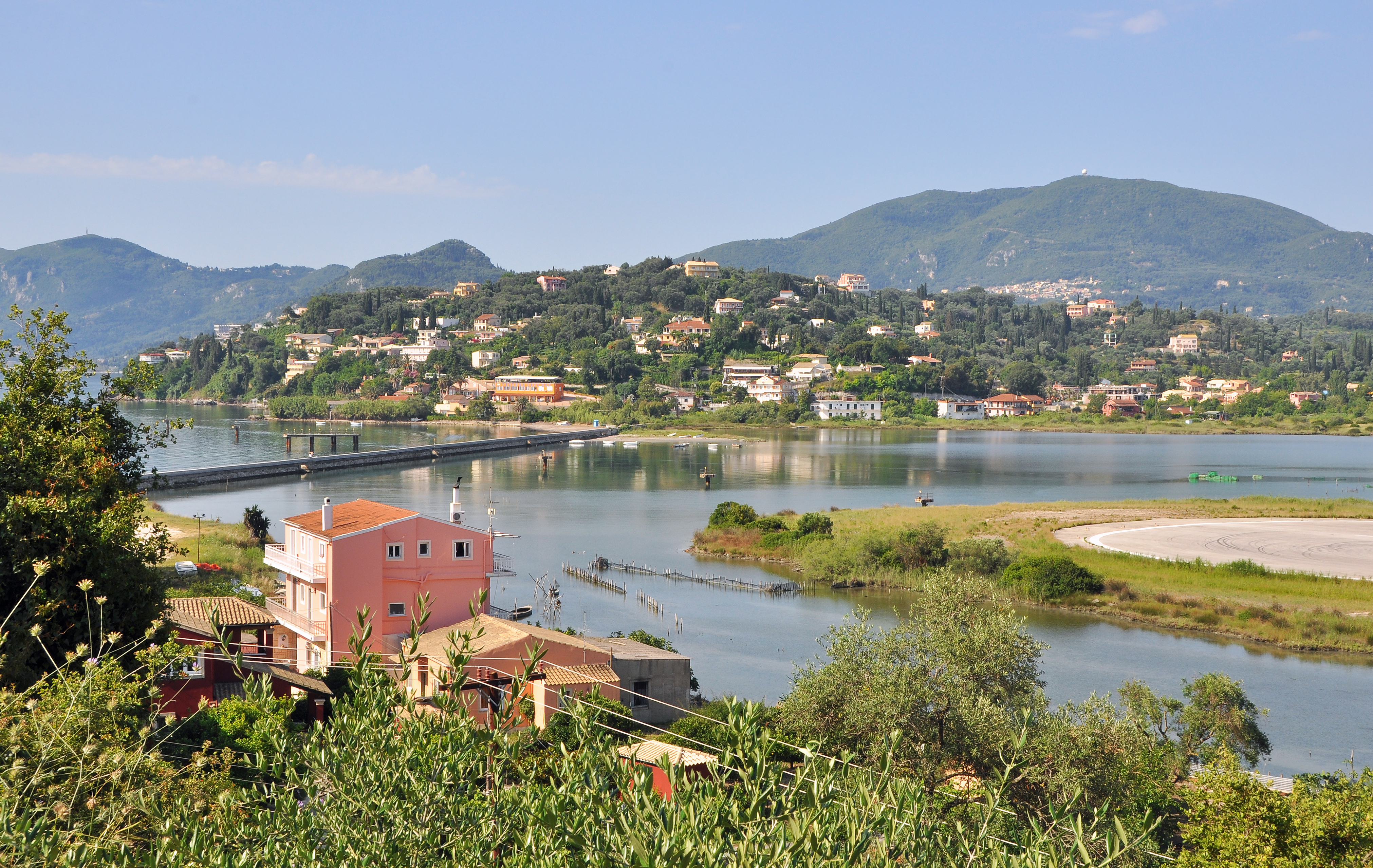
Csalikiopoulou Lagúna (vagy Csalikiopoulou-tó)
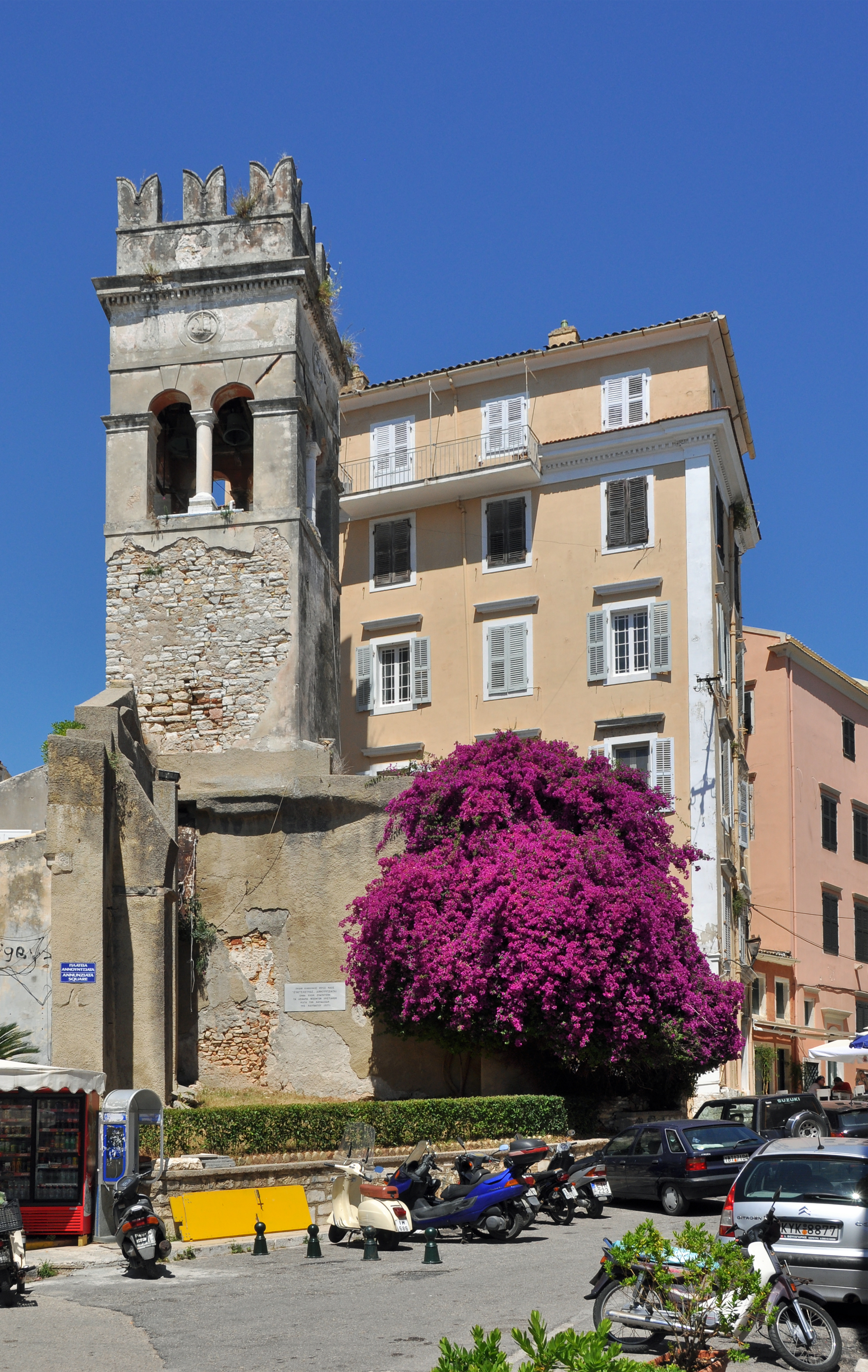
Korfu város
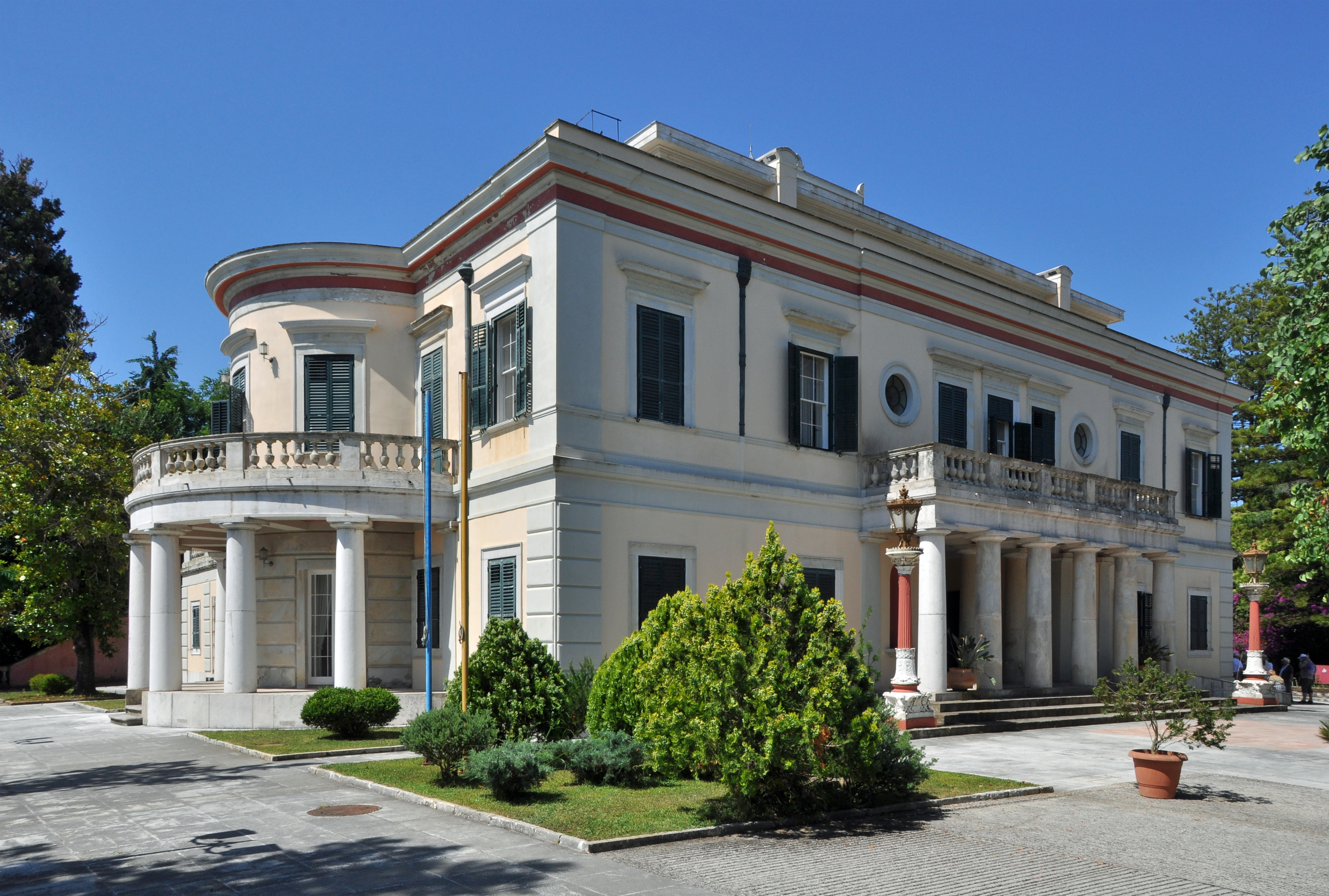
Mon Repos
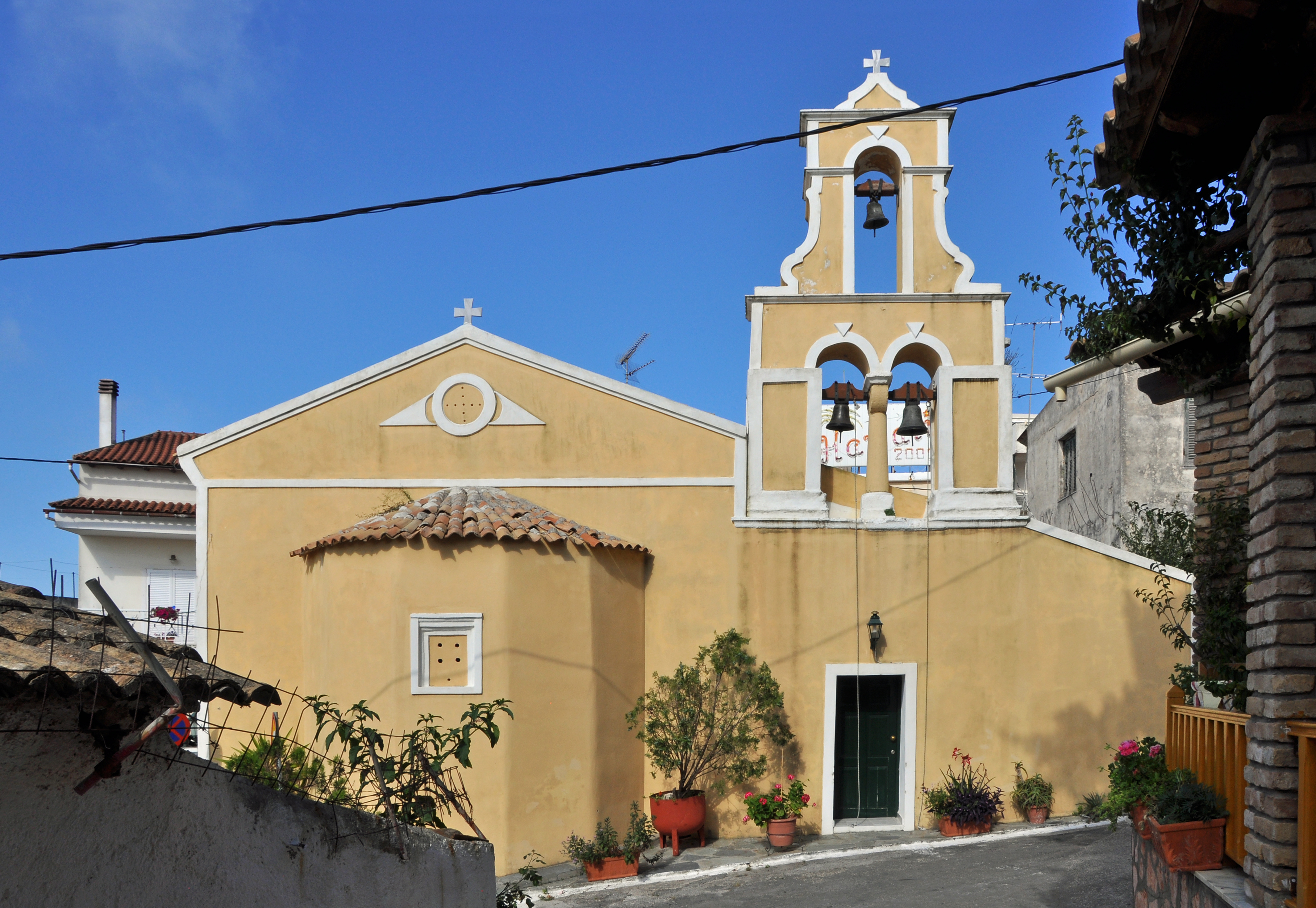
Templom
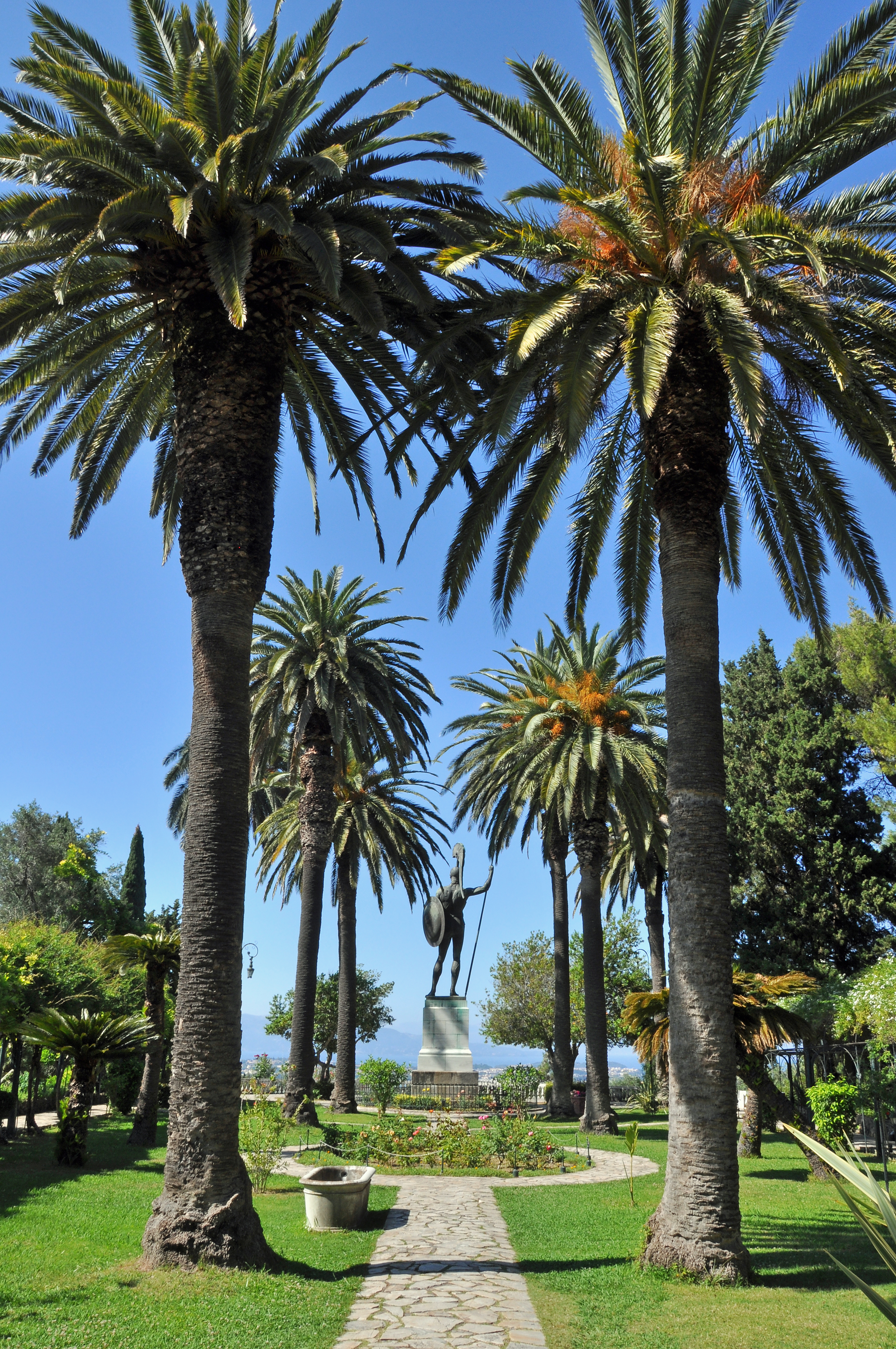
Achilleion (Ahílio) kertjei
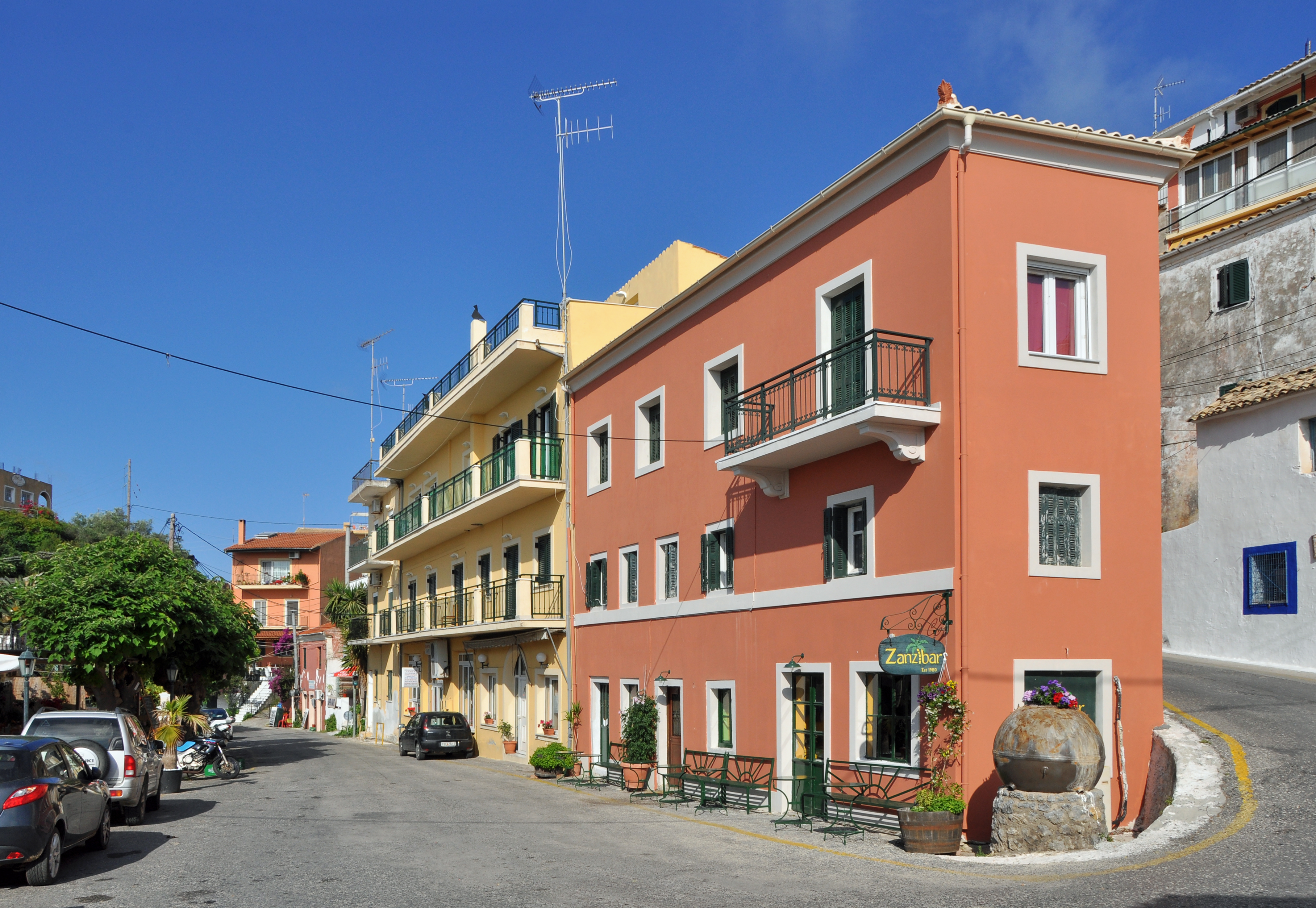
Pelekas
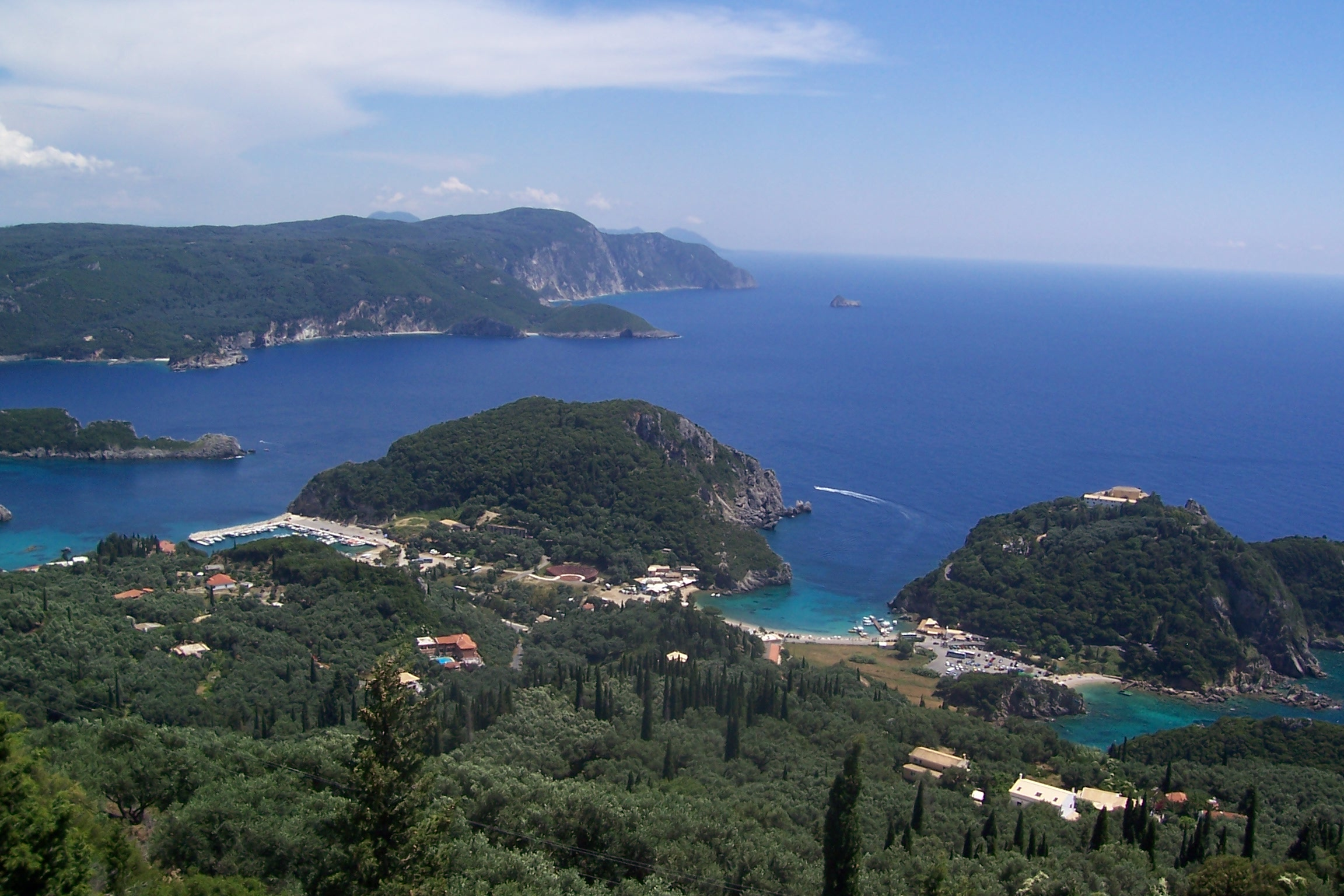
Tájkép, Paleokastritsa

## Fordítás
- Ez a szócikk részben vagy egészben  a   Corfu című angol Wikipédia-szócikk ezen változatának fordításán alapul.  Az eredeti cikk szerkesztőit annak laptörténete sorolja fel. Ez a jelzés csupán a megfogalmazás eredetét és a szerzői jogokat jelzi, nem szolgál a cikkben szereplő információk forrásmegjelöléseként.